# Історія ювелірної справи в Україні
Археологічні знахідки з території України вказують, що вже принаймні 20 тис. років тому місцеві жителі володіли мистецтвом різьби по кістці (браслети із ікла мамонта із Мізинської стоянки), та виготовляли намисто із мушель.

## Кам'яна доба
Мало прикрас відомо з палеолітичної доби, у яку українські землі були заселені автохтонними культурами. Не існує навіть чіткої історичної моделі розвитку цих культур, а тим більше, систематизації їх прикрас, що дійшли до наших днів у зовсім невеликій кількості. Швидше за все, ювелірне мистецтво, як таке, не набуло особливого розвитку серед цих культур, залишаючись у своєму зародку, або є просто недостатньо дослідженим.
Найкраще вивченою із неолітичних культур на теренах України є Трипільська — культура давніх землеробів. Відомо, що під час раннього періоду Трипільці використовували самородний метал та обробляли його холодними методами (напр. кування). Навчившись витоплювати метал з руди, вони почали плавити його та лити у форми.

## Бронзова та залізна доби
Майстри бронзової доби (напр. ямна культура) виготовляли браслети, шпильки, підвіски, фібули. Лиття по восковій моделі, кування стали поширеними техніками. Більшість виробів виготовлялися з бронзи, хоча відомі й золоті скарби періоду пізньої бронзи.  [Архівовано 6 вересня 2007 у Wayback Machine.]
Набагато більше прикрас залишили на наших теренах племена та народи, що мігрували територією України у різні історичні періоди. Багато нового принесли із собою кімерійці. Їхнє бачення довкілля відобразилось у бронзових, часом залізних рослинних та тваринних композиціях.

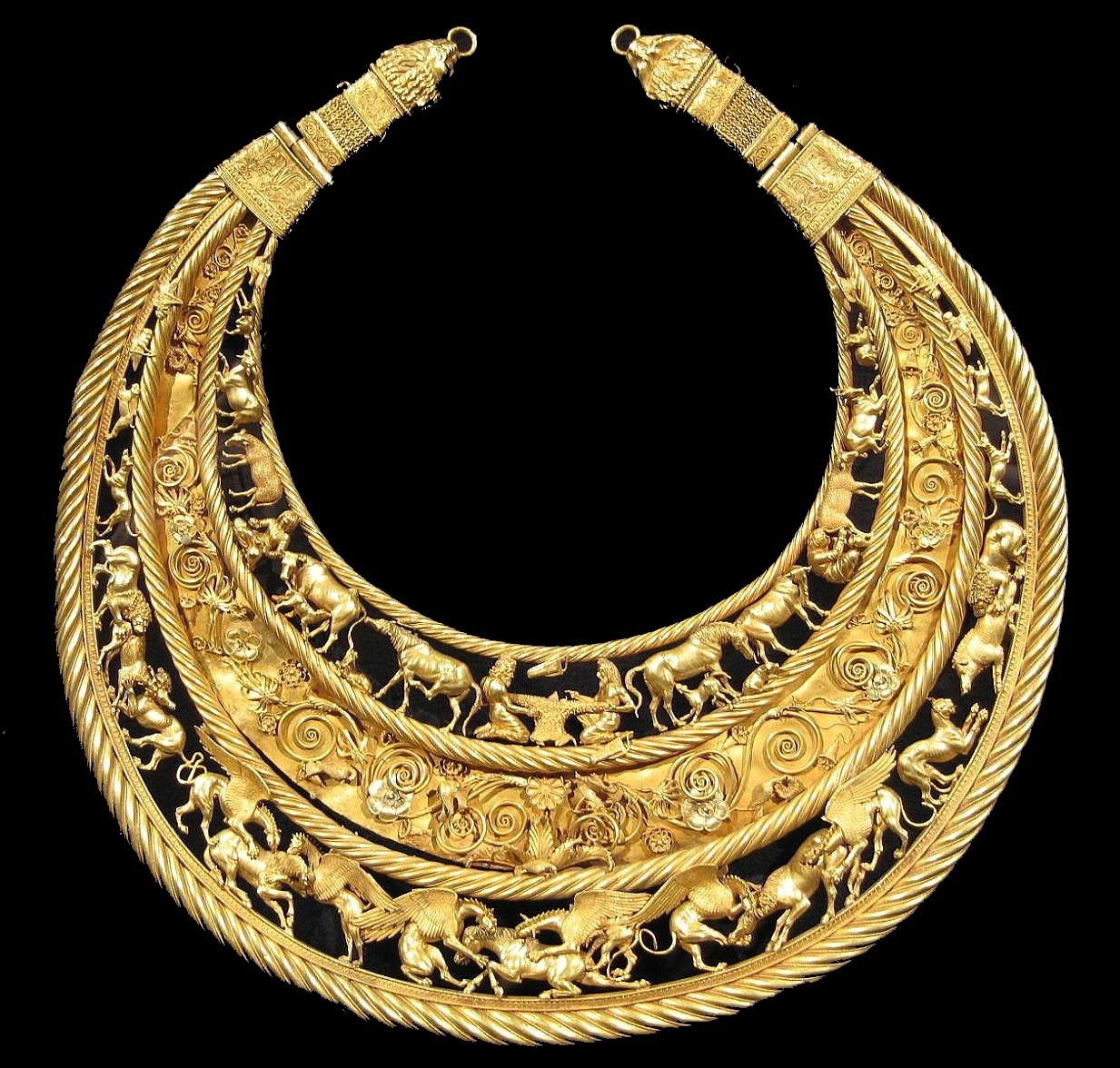
Золота пектораль. IV ст. до н. е. Товста Могила, Скарбниця Національного музею історії України

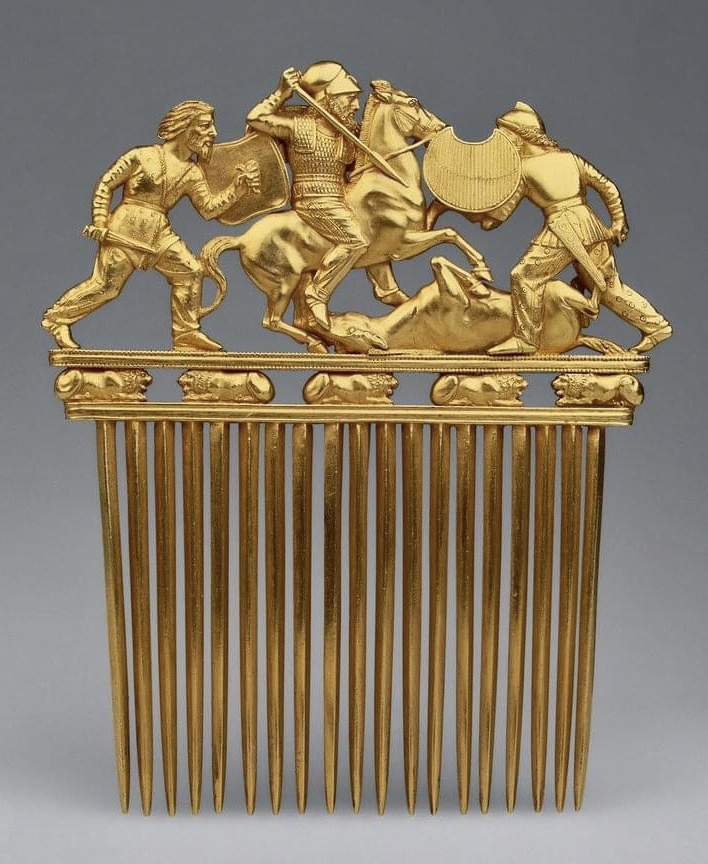
Золотий гребінь з кургану Солоха. У наш час знаходиться в Ермітажі.

Родючі ґрунти, щедра природа краю вздовж узбережжя Чорного моря та Дніпра привабили сюди еллінів ще за часів Доби Заліза. В той самий час, на землях північніше з'являються скіфи, котрі прийшли з Азії на зміну кімерійцям. Скіфи затрималися тут надовго і виявились зручними торговими партнерами та багатими замовниками греків. Відомо багато шедеврів, створених грецькими та скіфськими майстрами-Золотарями (Див. Пектораль з Товстої могили). Для прикрашання тіла, зброї та збруї вони користувалися усіма відомими на той час техніками: литтям, карбуванням, гравіруванням, позолотою, інкрустацією та ін., вміли й оправляти каміння. Особливістю скіфського золотарства стало зображення фантастичних звірів (грифони, сфінкси, крилаті тварини та химери з людськими головами), так званий «скіфський звіриний» стиль. З розквітом скіфської держави техніка виготовлення значно вдосконалилася, а майстри стали зображати складні й реалістичні зооморфні композиції, що прикрашали і предмети розкоші, і звичайні ужиткові об'єкти.
Згодом, скіфів підкорили сармати, які зайняли їх культурний простір. Вони принесли нові традиції — своєрідний поліхромний стиль, особливістю якого є те, що у виробах тіла тварин помережані кольоровими вставками з блакитної пасти або бірюзи у напаяних гніздах. Грецьке мистецтво Причорномор'я дещо змінило поліхромний стиль сарматів — збільшило кольорову палітру. Поряд із благородними металами та каменями у ювелірних виробах того часу починає траплятися скло. У такому стилі часто виконувались грецькі фібули та броші різної форми.
Окрім сарматського стилю, у південні регіони України Подунав'я та Північного Заходу проникає мистецтво кельтів. У римських провінціях відбувався так званий кельтський ренесанс, що позначився, зокрема, і у прикрасах. Ці прикраси потрапляли у Причорномор'я та на Північ, у середовище варварів. Кельтські прикраси завозилися на землі сучасної України також через торговельні й культурні контакти з північними племенами. Свого часу, кельтський стиль проник на Британські острови, звідти у Німеччину й Прибалтику, а вже потім на слов'янські землі. Фактично кожна археологічна культура на наших теренах від Півночі до Півдня позначена значними кельтськими впливами в тому, що стосується прикрас та зброї.
Ювелірні прикраси, які потрапляли на територію України зі Сходу, в трансформованому вигляді проникали у Західну Європу. Варто згадати готів, які прийшли до нас без виразної власної художньої культури, а після підкорення причорноморських міст та ознайомлення із культурою місцевих греків та варварів-сарматів, занесли у Європу поліхромний і, частково, звіриний стилі прикрас, що згодом відбилося в оригінальному «меровінгському» ювелірному стилі.
Готи відступили з зайнятих земель, під натиском не менш войовничих гунів. Цей азійський народ приніс із собою дещо інший варіант поліхромного стилю, який відрізнявся тим, що кольорові вставки відділялися напаяними перегородками і для якого притаманні фонові орнаменти зі скані та зерні.
Протягом довгих сторіч рух різних народів з Азії (аварів, болгар, хозарів, угрів, печенігів) в українські степи не припинявся. Завойовники несли з собою руйнацію, полон. Кожне з племен, рухаючись на Захід, забирало з собою частину місцевих майстрів, але також осідало, змішувалося з місцевим населенням.

## Доба давніх слов'ян та Київської Русі

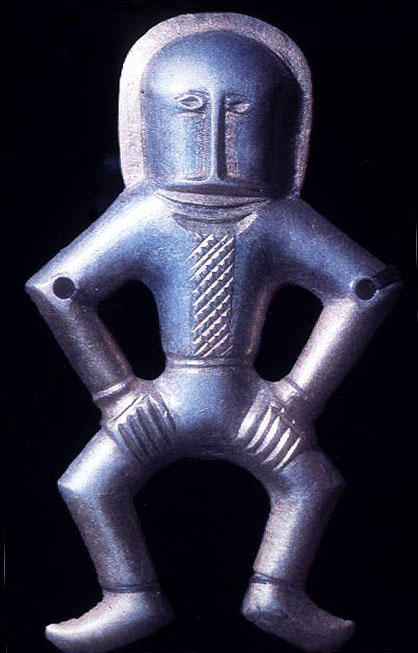
Срібна нашивна бляшка із Мартинівського скарбу 6-7 ст. н. е.

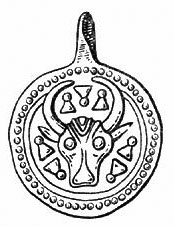
Рисунок підвіски, знайденої у кургані радимичів ХІ-ХІІ ст.

Мідні литі прикраси радимичів ХІ-ХІІ ст. Гривни, скроневі кільця. Зберігаються у Російському Державному Історичному Музеї.

Такі складні історичні процеси передували виникненню оригінального мистецтва ранніх слов'ян, що згодом розвинулося у характерну культуру Київської Русі. В її основі був і віковий культурний та духовний досвід автохтонних жителів. Археологічні дані доводять існування багатьох таких культур-попередників (Черняхівська, Зарубинецька та ін.). Надбання всіх цих поколінь не зникли безслідно: поряд з оригінальними формами, у слов'янській ювелірці помітні впливи скіфів, сарматів, гунів, еллінів, кельтів, вікінгів. На додаток, завдяки постійним торговим зв'язкам, згодом прослідковуються елементи мистецтва Візантії, країн Сходу та романського Заходу. Одним із найяскравіших взірців прикрас ранніх слов'ян є речі із антського скарбу VI–VII століття, знайденого у селі Мартинівка Черкаської області.
Техніками, що використовували древні слов'яни, були: кування, карбування, чеканка, зернь, лиття за восковою моделлю та в кам'яні форми, емалювання, чернення та ін. Крім широковживаних усіма народами підвісок, перснів, гривен, браслетів, фібул, намиста та ін., слов'яни мали властиві тільки їм прикраси — широкі двостулкові срібні браслети (названі в наш час браслетами київського типу), та емалеві (сочевице-подібні) і трибусинні колти. Також відомо багато слов'янських металевих амулетів: ложки, топірці, коники, качечки, зооморфні та антропоморфні нашивні бляшки. Ювелірне мистецтво древніх слов'ян відзначається власним стилем, багатим на символічні зображення з слов'янської міфології — сонця, місяця, зірок, рослинного, звіриного, пташиного і світу людини, згодом органічно пов'язаного з християнськими мотивами й сюжетами. У східнослов'янських племен в орнаментиці переважають геометричні елементи. Зразком ювелірного мистецтва з 10 ст., в якому поєдналися мотиви звіриного й рослинного орнаменту та людини, є знайдені в Чорній Могилі в Чернігові срібні оправи ритонів з турячих рогів, прикрашених карбуванням і черню. У другій половині 10 ст. ювелірне мистецтво збагатилося впровадженням техніки перегородчастої емалі, замість досі вживаної виїмчастої емалі. Цією технікою оздоблено найвитонченіші предмети: діадеми, намиста, сережки, колти, хрести, гривни, ланцюжки, образки і оправи книжок. З численних київських скарбів відомі золоті колти з емалевими зображеннями сирен (диво-птахів), також золоте намисто з перегородчатою емаллю з Києва (XI — XII століття) з Сахнівки (див. Сахновський скарб). 
Золота гривна, оздоблена суто християнськими мотивами у техніці емалювання знайдена в Кам'яному Броді на Житомирщині. Ці вироби виконані у період, коли техніка використання зерні, черні та перегородчатої емалі набула неперевершеної у наші дні досконалості, поширилися скань та філігрань. В XI столітті німецький вчений монах Теофіл у «Трактаті про різні види мистецтва» ставить ювелірів Київської Русі на друге місце після візантійських. Італійський мандрівник Джованні да Плано Карпіні на початку XIII століття писав, що в Каракорумі (Монголія) бачив високохудожні вироби ювеліра Кузьми.

Рясна із колтами. Колти знайдені на Княжій Горі на Черкащині. XII ст. Золото, перегородчата емаль. Зберігається у КДІМ.

З приходом нової віри з Візантії змінився світогляд, культура, та з'явилося професійне мистецтво. З'являється новий тип виробів — багаті, часто обшиті перлами (переважно Дніпровського походження) оклади книг, церковний посуд, хрести, шати ікон, згодом релікварії, панікадила, лампади, свічники, та речі столового вжитку: ковші, кубки, чарки, тарілки. Ці речі, як правило, виконувалися на замовлення. В «Повісті временних літ» згадується про споруджені Володимиром Мономахом позолочені дошки на домовинах Бориса і Гліба. Пам'яткою ювелірного мистецтва є дошка Євангелія (Мстислава).
У XII ст. у ювелірному мистецтві України домінує оздоблення срібних речей черню, з XIII ст. зокрема техніка контурної черні. У другій половині XII — на початку XIII ст. поширюються срібні пластинчасті браслети з багатством сюжетів (найбільше знайдено їх у Києві), виконані переважно технікою лиття і оздоблені гравіруванням. Вони складаються з двох стулок на яких було вигравіювані дві, або три орнаментальні композиції, що часто зображували міфічних істот, народні ігрища (русалії). Такі браслети одягалися поверх рукавів сорочок, що були довгими у ті часи. Широкого поширення набула техніка позолочування предметів з металу: залізні шоломи покривали аркушем позолоченої міді. Золотили також остроги, наконечники стріл тощо. У XII — XIII ст. також була поширена техніка штампування металевих виробів за допомогою матриць. Цією технікою продуковано переважно дешеві прикраси, які імітували коштовні ювелірні вироби й були розраховані на незаможного покупця. Про місцеве виробництво ювелірних предметів за часів Київської Русі свідчать знахідки у Києві, Каневі, Вишгороді, Чернігові, в Райковецькому городищі та ін. майстерень металевих виробів і великої кількості кам'яних форм для відливання мистецьких речей з металу. Деякі з них імітували дорогі вироби, які виготовляли київські ювеліри. Староруські ювеліри оздоблювали золоті прикраси шляхетним і напівшляхетним камінням, переважно аметистами, сапфірами, сердоліками, бурштином, кришталем. Староукраїнська техніка і типи золотарських виробів перетривали до XIV ст., до постання цехів.
Кінець яскравому розвитку ювелірного мистецтва Русі поклали монголо-татари, котрі зруйнували великих руських городів (включно з Києвом) та винищили багато працездатного населення. Руських майстрів забрано в полон, де ті працювали на татар. Занепад тривав кілька століть. Традиції Києва намагалися продовжувати відроджені осередки в Галичі та Володимирі.

## Доба Відродження та Бароко
Подальший розвиток золотарства на Русі продовжується з новим ренесансним стилем, в якому використовують давньоруські декоративні елементи. Найдавніші відомості про ювелірне мистецтво по монгольсько-татарському спустошенні знаходимо про потужні осередки ювелірного мистецтва у XV століття — середині XVII століття які відроджуються у Львові, Києві, Кам'янці-Подільському та ін. вже у складі Польсько-Литовської держави. Довший час провідним серед них був Львів. З XV століття до нас дійшло 28 імен львівських золотарів, серед яких і чимало русинів: Ніколай (1415), Лаврентій (1460), Симон (1460), Матвій (1483), Валентин (1492). Тоді між майстрами перше місце посідали німці (11), друге вірмени (6), далі йшли поляки й українці та ін. Наприкінці XVII століття нотовано близько 90 майстрів-ювелірів, серед них 30 вірмен. Решту становили русини, поляки, німці, жиди, угорці, італійці та шотландці. Це не сприяло повстанню єдиної школи, але з львівських ювелірних робітень виходили технічно досконалі предмети з мистецьким чуттям форми і мали свій місцевий стиль у якому часто простежується використання давньоруських декоративних елементів. На жаль, у складі Польсько-Литовської держави золотарі руської віри та національності зазнавали значних утисків з боку офіційної влади і поступово перетворились на виняткову меншість. Це, навіть, привело до заміни їх робочого матеріалу із золота на срібло. Не зважаючи на це, українське золотарство розвивалося під двома помітними впливами: західним — з Аусбурґу, Нюрнберґу та східним — з Османської імперії через посередництво Кракова та Любліна. Останній теж знайшов добрий ґрунт у поєднанні з староруськими мотивами.
Львівські ювеліри постачали місцевий ринок і виконували замовлення з Молдавії й Москви. Їхні вироби конкурували з закордонними на ринках Польщі, на ярмарках у Львові, Ярославі, Луцьку та інших містах.

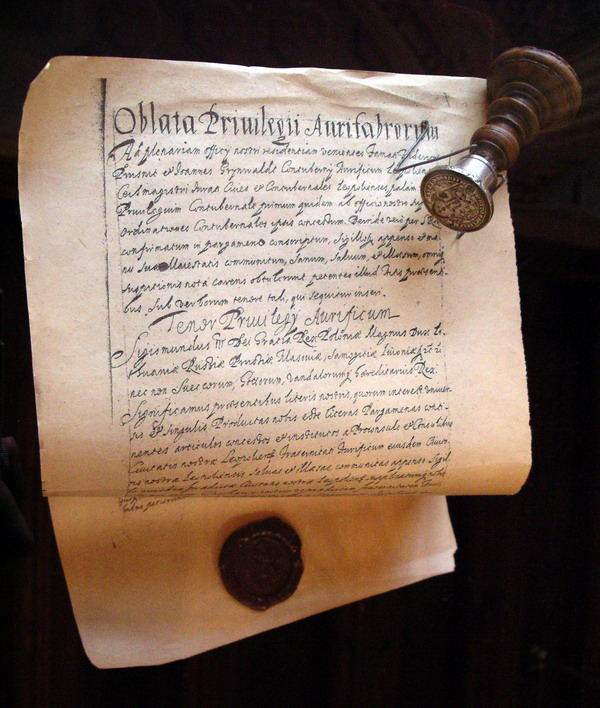
Копія королівського привілею, наданого польським королем Сигізмундом ІІІ цехові львівських ювелірів у 1600 р. та оригінальна срібна печатка цеху. Зберігається у ЛІМ.

Ювеліри — літописні «ковалі золота, срібла й міді», спочатку належали до спільного цеху конвісарів, малярів та ювелірів, а щойно з 1600 утворили власний цех. Духовним покровителем львівських золотарів вважався св. Елігій. На звання майстра підмайстер повинен був виконати пробну роботу «майстерштік»: два шлюбні кубки, перстень з дорогоцінним каменем і печатку; а також мусив відбути обов'язкову практику, часто за кордоном. Вироби ювелірів були значені т. зв. ґмерками (міщанськими гербами), таврами (ініціалами), або підписами.

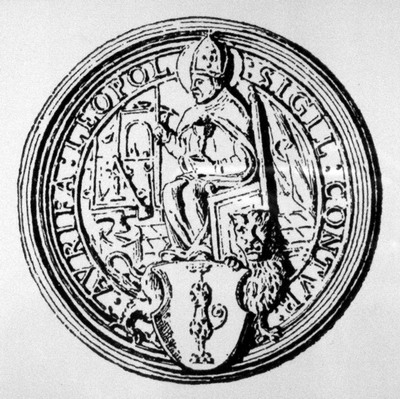
Прорисовка оригінальної печатки цеху Львівських ювелірів, що зберігається у ЛІМ. На печатці зображення патрона ювелірів, Св. Елігій

Львівські ювеліри працювали у відомих доти техніках і паралельних ювелірству техніках здоблення. Асортимент ювелірних виробів складався з предметів для потреб монастирів, церков, костелів та для світського споживача: посуду, прикрас одягу, здоблення зброї і збруї. В роботах його майстрів форма тогочасного світського європейського посуду і прикрас часто поєднується з місцевими декоративними та функціональними ознаками. Церковне ювелірство до середини XVII століття зберігало старокиївські традиції скромних форм. У XVI столітті поруч традиційних елементів широко вживаються готичні та ренесансові, форми (оправа Дерманського євангелія 1507, Горностаєвого євангелія 1542). З архівних документів дізнаємося про велику різнорідність столового посуду в ті часи. Особливо були поширені парні шлюбні і подарункові кубки. Специфічно львівськими вважалися срібні пояси — поверхня широкого шкіряного поясу вкривалася срібними, часто позолоченими, гравірованими бляхами у вигляді кіл або овалів, які чергувалися з прямокутними пластинами. Також, у Львові панував звичай ходити на гостини зі своєю ложкою, запханою за пояс. Такі ложки виробляли зі срібла. Вони мали тонкий гранчастий держак, що закінчувався литою фігуркою і здобленим маскароном. На держаках ложок було вирізьблено девізи, афоризми, моральні сентенції або прислів'я. З одягових прикрас львівські ювеліри виробляли діадеми, золоті ланцюги, аґрафки (шпильки), запонки, браслети, заушниці (перев. у формі лілії), брошки, персні, оздоблювані рубінами, діамантами та іншими каменями, крім того — ружами, ліліями, серцями. Для ґудзиків застосовано техніку гравіювання, емалювання, філіграні, оздоблення діамантами, більше рубінами. В той час ювеліри ще не вміли по-справжньому обробляти каміння, щоб посилити його блиск та колір. Як правило, камінь лише злегка шліфувався і полірувався, не змінюючи неправильної форми. Для такого каміння робили масивні касти-гнізда, які суттєво приховували камінь. Тому появу перших огранених привезених діамантів зустріли із великою цікавістю. Згодом з'явилися майстри з гранування діамантів та кольорового каміння. Це примусило ювелірів звернути увагу на важливість поєднання «заново відкритого» каменю з металом.
Ювеліри прикрашали також кінську збрую накладними бляхами з золотою й срібною насічкою та гравіруванням. Виготовляли золоті і срібні оправи для шабель, саджені дорогоцінним камінням. Подібно оздоблювали панцери, шоломи, перначі, булави, щити, колчани тощо. Збережені прізвища українських ювелірів з XVI та XVII століть у документах: М. Золотар, П. Золотар, (обидва 1520), Ю. Золотар (1523), М. Жидачівський (1526), Я. Лепкий (1574), Г. Остафієвич (1595), М. Золотар, X, Золотар, Л. Золотар (всі з 1601), С. Русин (1631), Я. Золотник (1634–1669), А. Золотник (1641), Галярович Злотник (1664), А. Касіянович. Останній — видатний майстер першої половини XVII століття, чия робота, срібний хрест (1638) з написом, зберігається в Успенській церкві у Львові. Подібно, відомим є і Г. Недільський чиї роботи — шата ікони Богородиці в Ставропігійській церкві у Львові (1690), та оправа великого лаврського євангелія (1695) — визначні пам'ятки монументального золотарства.
З середини XVII століття у висліді воєнних неспокоїв занепадає ремесло, у тому числі й золотарство, зокрема у Львові. Натомість з кінця XVII століття знову досягли високого рівня й відродилися осередки з провідним центром у Києві: Стародуб, Переяслав, Миргород, Козелець, Кременчук, Глухів, Ніжин, Ромен, Батурин, Новгород-Сіверський, Острог, Крем'янець. Тут вдосконалюються та урізноманітнюються технічні прийоми, що використовуються в межах одного виробу. Поєднується виїмчаста, перетинчаста та живописна емалі, лиття, карбування високим та низьким рельєфом, травлення, глибоке гравірування та філігрань. Прикраси стають меншими у розмірі та легшими. Сережки все частіше носять у проколених вухах, а не на скронях чи вплетеними у волосся. Змінюється форма браслетів. Це вже не широкі пластини на шарнірах, а легкий суцільний обруч чи ланцюжок з використанням черні по золоту, діамантів чи перлів. Персні, пряжки та декоративні ґудзики стають популярними серед чоловіків та жінок усіх соціальних верств. Головними покупцями ювелірних виробів у другій половині XVII та XVIII століття стали монастирі, церкви і козацька старшина. В оздобленні ювелірних виробів переважали ренесансові та барокові елементи: багатство декоративних форм, перевага акантової орнаментики. У 1770-х роках гравіювання заступається технікою карбування високого і низького рельєфу з використанням чергування відкритого срібла і позолочених частин.
Поруч з цехами золотарів існують майстерні окремих ювелірів. До наших днів дійшли вироби доби Бароко з майстерень І. Равича та Г. Подільського (оправа великого Євангелія з Києво-Печерської Лаври й шати на іконі Богородиці 1724 р.), М. Юр'євича, П. Волоха, І. Завадовського (царські ворота із суцільного срібла та окуття престолу в Києво-Печерській лаврі та для собору св. Софії у Києві, 1752), Ясинського, І. Білецького. Їхні твори зібрані в Державному Історичному Музеї та Києво-Печерському історико-культурному заповіднику. Багато шедеврів було створено також анонімними митцями, наприклад, шати на іконі Богородиці з Ільїнської церкви в Чернігові, дарохранительниці, кадильниці, хрести тощо.

## Традиції Рококо, Класицизму, Історизму та Сецесії
Вплив жодного з зазначених мистецьких періодів на ювелірну справу в Україні не є достатньо вивченим.
Відомо, що проекти ювелірних виробів виготовляли професійні митці. Кілька таких ескізів збереглося в кужбушках Києво-Печерської Лаври. Ювелір-виконавець точно дотримувався проекту «абрису», до чого зобов'язувався в контракті з замовником. Часта подібність ювелірних виробів різних майстрів наводить на припущення, що існували альбоми ювелірних взірців. Багато ювелірних прикрас вироблялося поєднанням різної техніки: карбуванням, тисненням, гравіруванням тощо. Особливо складною була техніка скані — виробів з найтоншого дроту. Візерунки з тоненьких золотих або срібних сплетених ниток були або ажурні, або їх накладали на металеву основу. Скань широко застосовувалася для жіночих прикрас, одягів, як і в оправі книг. Дуже поширеними були також чернь і позолота. Черню, покривали тло виробів (браслетів, хрестів та зброї). Позолоту робили, використовуючи амальгами, або з допомогою інкрустації, часто з попереднім протравлюванням. З періоду рококо до нас дійшли роботи Матвія Наруновича та Йосипа Маршака із Києва  [Архівовано 22 лютого 2006 у Wayback Machine.].
З періодів історизму та сецесії збереглася невелика кількість ювелірних виробів світського вжитку. Дуже поширені в Україні у XVII — XIX століттях були вотуми — невеликі срібні або мідні посріблені, переважно квадратні, таблички, з викарбованими або вигравіруваними зображеннями святих, іноді цілих родин в характеристичних для них одягах, людських осель, тварин, усього, що вимагало порятунку від нещасть. Вотуми жертвували церквам, їх виконували професійні або народні ювеліри.

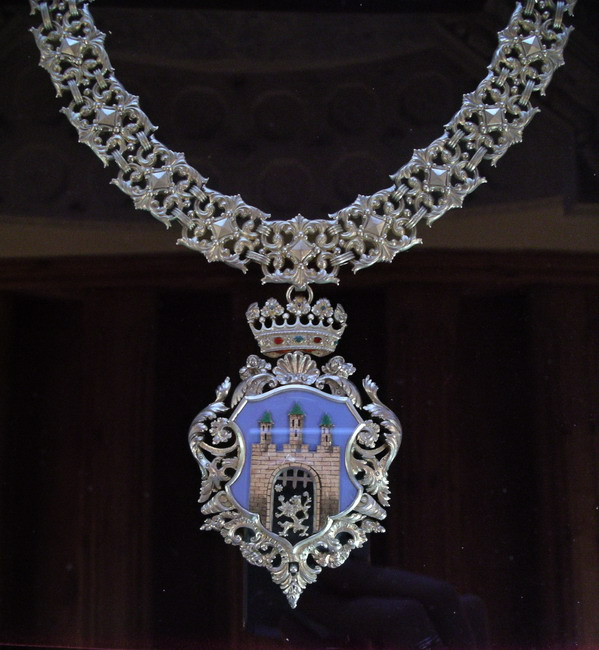
Церемонійний ланцюг президента Львова. Золотар Ян Яжина, 1892 р. Срібло, емаль, позолота. Зберігається у ЛІМ.

Поза містами, в малих містечках і селах Київщини, Харківщини, Полтавщини й Чернігівщини, в сільській місцевості стало розвиватися сільське, непрофесійне ювелірство. Воно черпало ідеї ще з давніх язичницьких форм та орнаментів. На зламі XIX століття, у Карпатах, зокрема на Гуцульщині (села Річка, Брустурів, Путила), серед майстрів з'являються цілі династії майстрів-мосяжників (Дмитро та Никора Дудчаки, Медвідчуки, Федюки). Також відомі такі майстри-ювеліри, народні ремісники: І. Тинкалюк, І. Кіщук, М. Якиб'юк, В. Девдюк, Лукин і багато ін. Використовуючи техніку лиття мосяжу (латуні) у глиняні форми, та карбуванням і гравірування, ці народні майстри виробляли жіночі прикраси й різні предмети щоденного вжитку. Гуцульські народні ювеліри часто поєднували різні техніки декору, наприклад, порохівниці здобили інкрустацією металом, скляними пацьорками, перламутром і кольоровим деревом. Декор гуцульських виробів обмежений геометричними мотивами.
У східних регіонах України набули поширення дукачі — карбовані медальйони чи золоті монети, які висіли на ланцюжках, або своєрідних брошках-бантах. Аналогією на заході України були зґарди — низка срібних монет у вигляді намиста. Найоригінальніші дукачі — монети або медалі з вушками, оправлені в рамку з крученого срібного дроту. Дукачі в Україні виготовляли переважно з монет державного карбування, рідше ручної роботи з гравірованим чи рельєфним зображенням. Народні золотарі часто наслідували міські ювелірні вироби. Народне сріблярство й ювелірство в східних регіонах України базується на орнаментальних формах бароко, рококо та раннього класицизму.

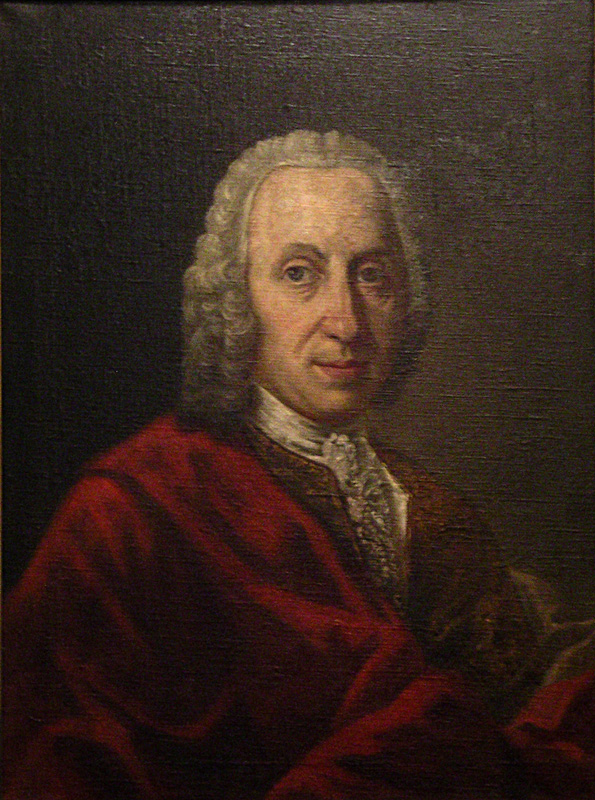
Портрет Вацлава Кобервайна, золотаря, та першого президента Львова. Оригінал зберігається у ЛІМ.

Цікавим є той факт, що першим президентом Львова було обрано (1809), ювеліра Вацлава Кобервайна. З кінця XVIII й у XIX століттях цехове ремісниче виробництво у містах занепадає, занепадає й його мистецька якість, яка до 1830-х pp. зуміла ще набути класицистичних ознак. У містах, з кінця XIX століття фабрична продукція витіснила ручне виробництво шаблонами й штампами й впровадила використання дешевих сплавів. У XVIII столітті українські ювелірні вироби на місцевих ринках витісняє російський кустарний промисл — дешеві хрестики, образки, сережки, персні та ін. Одночасно, єврейське ремесло перебрало в свої руки ринок українських провінцій об'єднавши ювелірну справу з годинникарством і пропонуючи свої послуги церкві. Найсоліднішими виробами в асортименті останніх провінційних ювелірів залишалися дукачі.

## ХХ століття

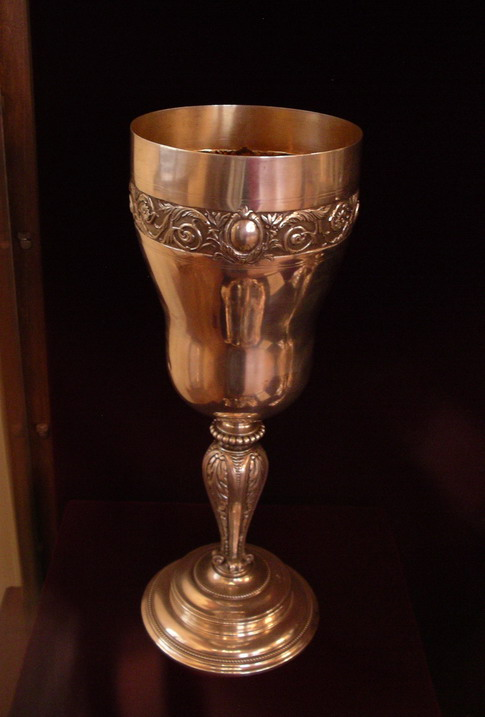
Срібний кубок, виготовлений у Львові фірмою A.H.Zipper в кінці XIX, на початку XX ст. Зберігається у ЛІМ.

Війни на початку століття повністю припинили будь-який розвиток ювелірної справи в Україні. За часів комуністичного режиму ситуація в галузі художньої ювелірки значно погіршилася. Спершу радянські ювеліри в значній мірі повторювали старомодні зразки минулого століття. На зміну дорогим ювелірним прикрасам довоєнних часів, прийшли вироби з відносно недорогих матеріалів із вставками з дешевого каміння та скла. «Стимулом» до цього була постанова ЦК КПРС та Ради Міністрів СРСР «Про усунення надмірності у проектуванні та будівництві». Вона поставила перед художниками завдання — знайти нові форми, використовуючи сучасні матеріали та досягнення техніки. Так розгорнулася боротьба з «надмірністю» і копіюванням стилів минулого. Згодом ця ситуація дещо змінилася. Стабілізація суспільного життя призвела до повернення коштовних матеріалів, хоч форми залишились тими самими.
Доба соціалізму висунула цілий перелік обмежень. Право виробляти будь-які вироби з коштовних металів та каменів належало винятково державним підприємствам. Дрібним майстерням дозволялося займатись тільки ремонтом. Для промислових зразків характерним став «класичний радянський» стиль (ягідки, квіточки, листочки). Оскільки бракувало фахівців-проектувальників, не було кому реагувати на запити ринку, чи актуальні напрямки ювелірного дизайну.
Ідеологічні забобони, інформаційна ізоляція, заборона індивідуально працювати з коштовними матеріалами, відсутність професійної або художньої освіти у багатьох майстрів, на багато років загальмували розвиток ювелірної творчості в Україні.

## Сучасний стан ювелірної справи в Україні
В Україні є декілька навчальних закладів, де охочі мають можливість студіювати ювелірну справу (до прикладу, Державний професійно-технічний навчальний заклад «Міжрегіональний центр ювелірного мистецтва м. Києва»). Крім цього, існує 5 середніх навчальних закладів мистецького напрямку, де протягом 1-3 семестрів студенти вивчають технології та основи композиції ювелірної справи. При Кам'янець-Подільському базовому індустріальному технікумі функціонує лабораторія ювеліра-гравера. У Львівській національній академії мистецтв на єдиній в Україні кафедрі художнього металу лишень два семестри присвячені малим формам. У зв'язку із заплутаним і складним законодавством, офіційно працювати з коштовними матеріалами в майстернях академії поки що неможливо.
Відсутність спеціалізованих галерей та обізнаних у ювелірному мистецтві критиків не дає реалізувати свої ідеї поодиноким художникам-ювелірам. Відсутність регулярних виставок та конкурсів не сприяє розвитку творчої думки. Брак інструментів, обладнання та матеріалів вкрай ускладнює й так скрутну ситуацію. В майже мільйонному Львові не знайдемо жодної крамниці з ювелірним інструментом чи матеріалами, хоча кількість ювелірних майстерень за пострадянський період збільшилась майже вдесятеро. Недосконале законодавство дозволяє відкривати ювелірні майстерні особам, які не мають відповідної фахової освіти. Почасти, поняття авторського права існує тільки на папері.
Художники-ювеліри в Україні все ще ізольовані один від одного. Обмаль контактів із закордонними колегами. Досі не існує україномовної фахової літератури. Першою спробою зібрати та зіставити мистців-ювелірів з різних регіонів України була виставка 1997 року у новоствореному музеї НБУ «Скарби України» у Києві. Вперше українські ювеліри-промисловці проводили виставку своєї продукції у 1999 році у Києві. З цього часу, міжнародна спеціалізована виставка ювелірних виробів, дорогоцінних прикрас та аксесуарів, «Ювелір-Експо» стала традиційною. Перша в Україні виставка обладнання для ювелірного виробництва «ЮвелірМашЕкспо» відбулася у 2005 році. В Одесі відбуваються щорічні міжнародні «Ювелірні салони», в рамках яких проводиться конкурс «Є ідея» на найкращий проект ювелірних виробів. 
В Україні донедавна існувало 4 державні ювелірні заводи (ВАТ «Київський ювелірний завод», ВАТ «Харківський ювелірний завод», ВАТ «Львівський ювелірний завод», Одеський ювелірний завод «Аурум»). Також діяли 2 гранильні фабрики, державне підприємство з видобутку та обробки бурштину.